# Pararivetina fraseri
Pararivetina fraseri es una especie de mantis de la familia Mantidae. Es el único miembro del género monotípico Pararivetina.

## Distribución geográfica
Se encuentra en la India.